# ميخائيل بيلشر
ميخائيل بيلشر (بالإنجليزية: Michael Belcher)‏ هو لاعب شطرنج أمريكي، ولد في 10 نوفمبر 1972.

## وصلات خارجية
- ميخائيل بيلشر على موقع الاتحاد الدولي للشطرنج (الإنجليزية)
- ميخائيل بيلشر على موقع Chesstempo.com (الإنجليزية)